# Río Seulles
El río Seulles es un río de Francia, del grupo de los ríos costeros de Normandía. Nace a 286 m sobre el nivel del mar en el bosque de Jurques, en el oeste del departamento de Calvados, y desemboca en el canal de la Mancha en Courseulles-sur-Mer, tras un curso de 72 km. Su cuenca tiene una superficie alrededor de 420 km².
Su curso, muy sinuoso, discurre enteramente por Calvados.